# Salsola rubescens
Salsola rubescens är en amarantväxtart som beskrevs av Adrien René Franchet. Salsola rubescens ingår i släktet sodaörter, och familjen amarantväxter. Inga underarter finns listade i Catalogue of Life.